# We Came To Dance
We Came To Dance är den brittiska New romantic-gruppen Ultravox's sista singel från albumet Quartet. Den skrevs av Midge Ure, Chris Cross, Warren Cann och Billy Currie. Den låg sju veckor på englandslistan, och nådde som bäst en artonde placering i juni 1983.

## Låtlista

### 7" versionen
1. "We Came To Dance" - 4:05
2. "Overlook" - 4:04

### 12" versionen
1. "We Came To Dance (Extended Version)" - 7:35
2. "Overlook" - 4:04